# 距蓝树属
距蓝树属（学名：Xylacanthus）为爵床科的一个属。

## 下属物种
本属包括以下物种：
- Xylacanthus laoticus Aver. & K.S.Nguyen[2]